# Kirche zur Heiligen Familie (Königsberg)

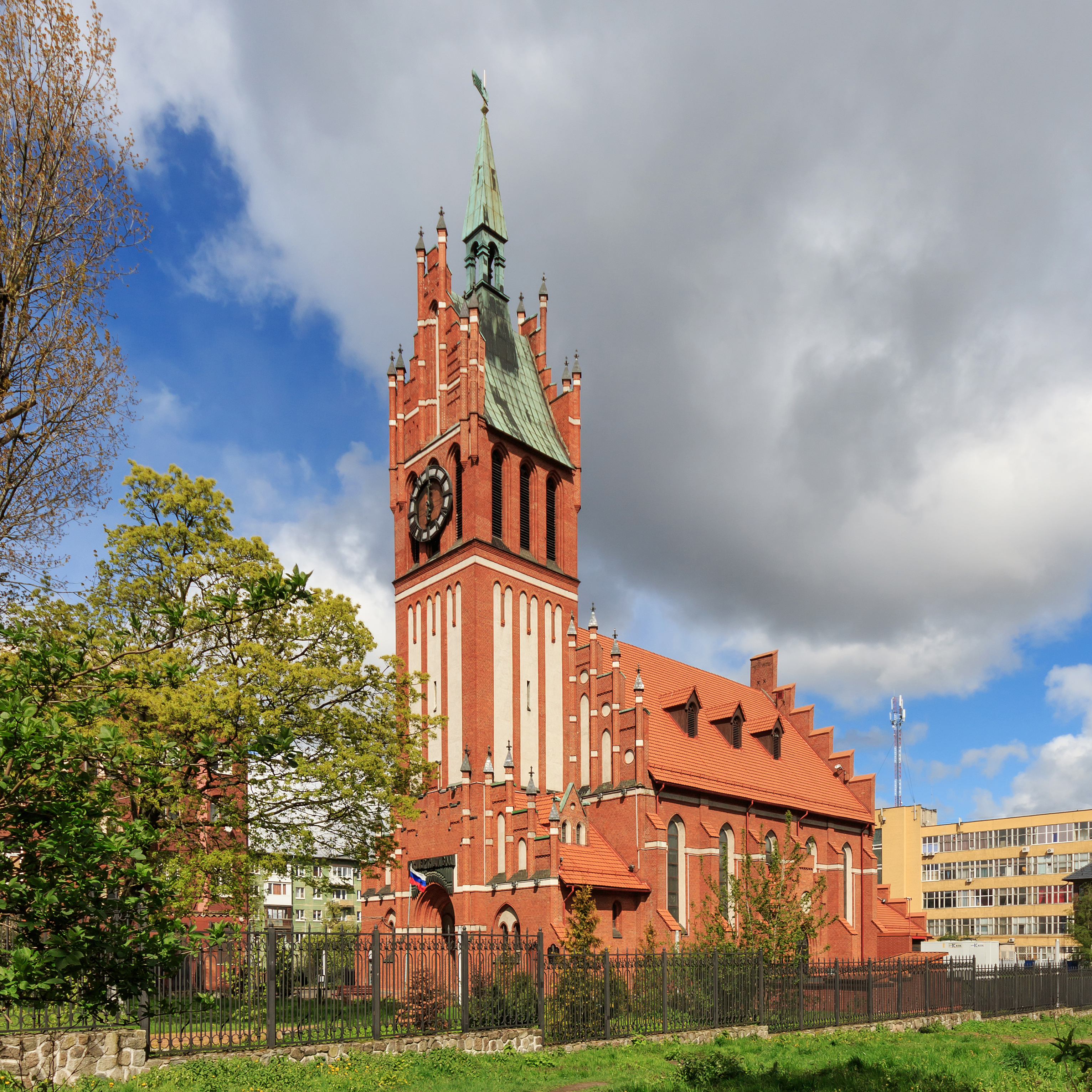
Katholische Kirche „Zur heiligen Familie“ Kaliningrad

Die Kirche zur Heiligen Familie ist eine neogotische Backsteinkirche in Kaliningrad, dem früheren Königsberg, die heute als Konzerthaus genutzt wird.
Sie wurde im Stadtteil Haberberg in der Nähe des Pregels zwischen 1904 und 1907 vom Architekten Friedrich Heitmann erbaut. Die große, dreischiffige Hallenkirche war eines der neuen Gotteshäuser für die zuströmenden Katholiken Königsbergs. Der Pfarre war eine Niederlassung eines Katharinenklosters angeschlossen. Im Zweiten Weltkrieg blieb die Kirche weitgehend unzerstört. Zunächst diente sie der Roten Armee als Lazarett; dann wurde sie als Düngemittellager zweckentfremdet. Zu Beginn der 1980er Jahre wurde die Kirche halbwegs hergerichtet und fungiert seither als Konzerthalle der Kaliningrader Philharmonie. Dies machte den Einbau einer neuen, hervorragenden Orgel möglich. Die neue Orgel mit 44 Registern und 3600 Pfeifen ließ selbst die besten Organisten der Sankt Petersburger Akademien nach Kaliningrad kommen. In den Turm wurde die Turmuhr der Kreuzkirche eingebaut.